# Craterellus lutescens
Craterellus lutescens (Elias Magnus Fries, 1838), sin. Cantharellus lutescens (Elias Magnus Fries, 1821), numit în popor brunișor sau burete brunișor, este o specie de ciuperci comestibile din încrengătura Basidiomycota, în familia Cantharellaceae și de genul Craterellus care coabitează, fiind un simbiont micoriza (formează micorize pe rădăcinile arborilor). Această specie este destul de răspândită în România, Basarabia și Bucovina de Nord, crescând în grupuri mari, adesea în tufe cu multe exemplare, dezvoltându-se, pe soluri proaspete, bazale și umede, deseori bine ascunsă sub iarbă și ierburi, în păduri luminoase de foioase (mai ales sub fagi, ori stejari), dar de asemenea în cele de conifere (acolo preferat sub molizi sau brazi), de la câmpie la munte. Sezonul important al apariției este toamna, din septembrie până târziu în noiembrie, și dacă temperatura nu scade sub zero grade, de asemenea în decembrie.

## Descriere

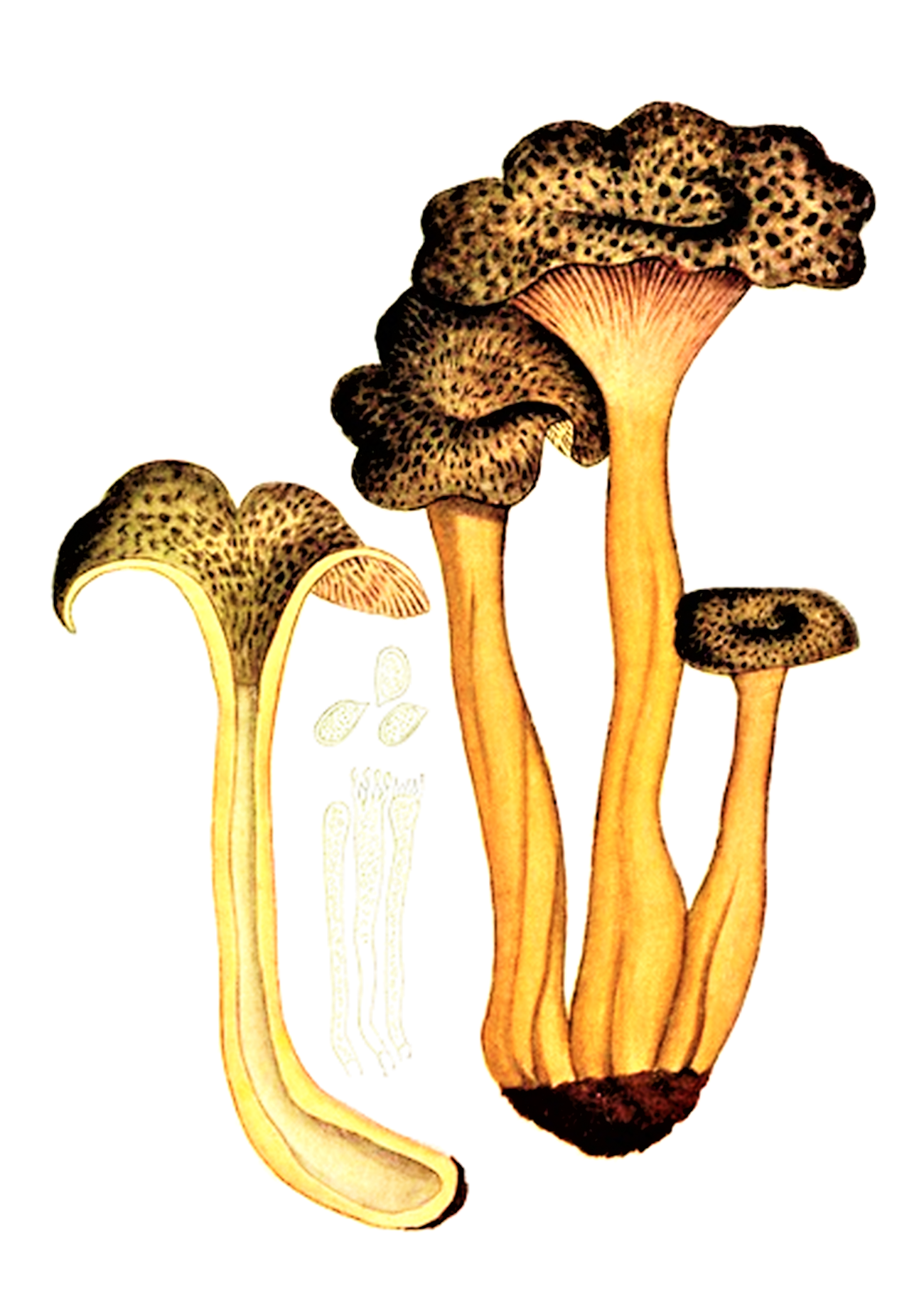
Bres.: C. lutescens

- Pălăria: are un diametru de 3–6 (10) cm, este elastică, în tinerețe boltită cu margini regulate răsfrânte în jos, iar la maturitate ia forma unei pâlnii tare adâncite, apărând prin urmare ca străpunsă în centru, cu margini ondulate neregulat, la bătrânețe adesea r creț-lobate și rupte. Cuticula este brăzdată grosolan la periferie, în rest netedă, câteodată fin flocoasă, precum mată la vreme uscată și lucioasă la umezeală. Culoarea variază între galben strălucitor și brun-portocaliu.
- Himenoforul: nu are lamele ci pseudo-lamele (stinghii), ca niște cute decurente, ieșite în afară, inițial aproape invizibile, apoi bifurcate și signifiante care stau destul de distanțate, puternic ramificate în jos spre picior. Coloritul este gălbui până la roșu de somon.
- Piciorul:  are o înălțime de 5–8 (10) cm și o grosime de 0,6–1,5 cm, este cilindric, dar deseori turtit lateral, repede gol în interior și neted pe exterior, fiind de culoare aurie până portocalie. Tija este aproape mereu ascunsă sub ierburi sau scufundată adânc în așternut. Culegătorul care însă a descoperit o ciupercă al soiului, poate să fie convins, că va găsii multe exemplare în apropierea nemijlocită.
- Carnea: este subțire, elastică, în mod general de culoare gălbuie, cu un miros accentuat aromatic, după Bruno Cetto de ciuperci, după alții ca de caise și un gust fructuos, savuros. Aproape niciodată este năpădită de viermi. [4][5]
- Caracteristici microscopice: Sporii de un ocru palid sunt slab elipsoidali până ovoidali și apiculați, cu pereți groși și granulați pe dinăuntru, hialini (translucizi), cu o mărime de 8,5 (10)-9,5 (12) x 6,5-8 microni. Basidiile cu 4 sterigme fiecare sunt clavate, măsurând 70-90 x 6-9 microni. Cistidele (elemente sterile situate în stratul himenal sau printre celulele din pielița pălăriei și a piciorului, probabil cu rol de excreție) de mărime și aspect asemănător sunt rotunjite la vârf.[6]

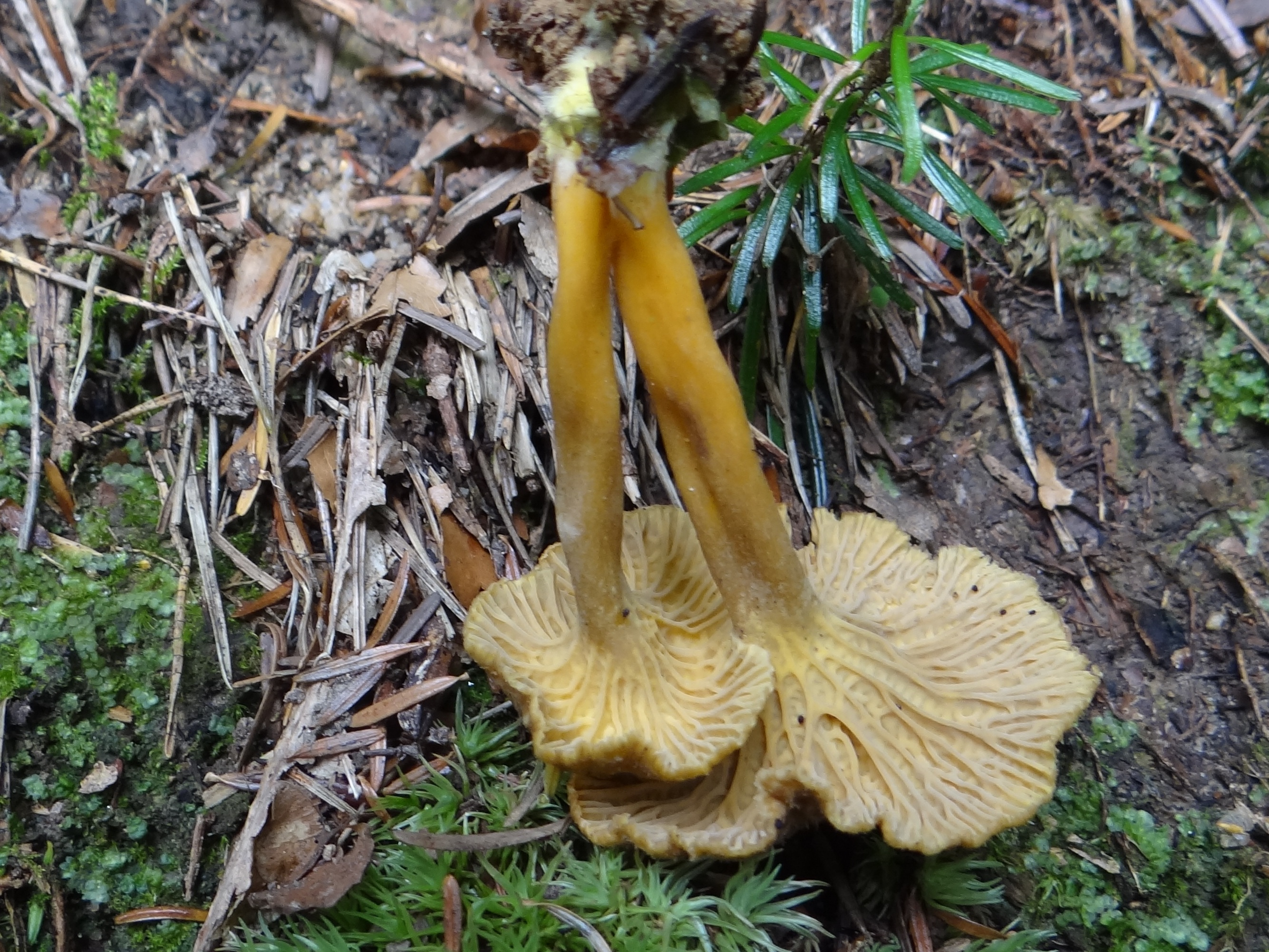
C. lutescens, stinghii și picior
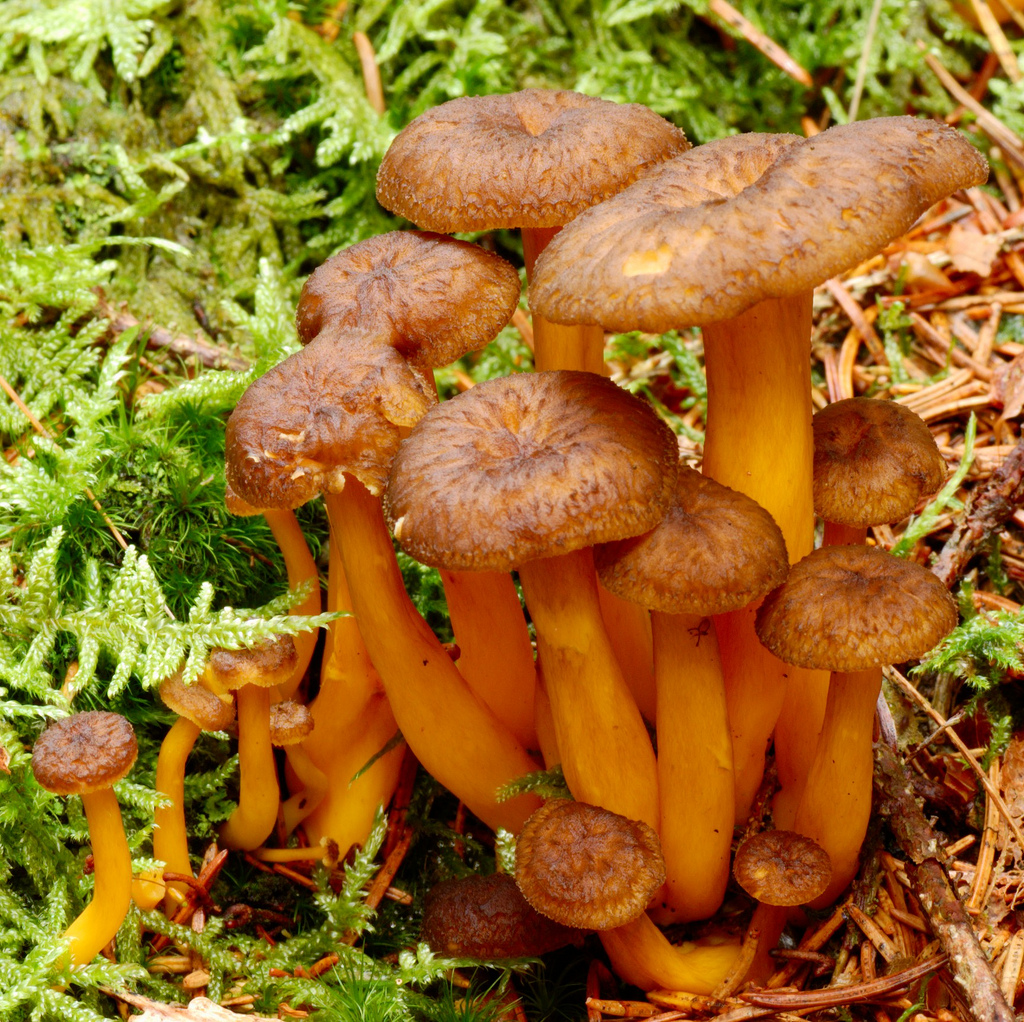
C. lutescens tineri
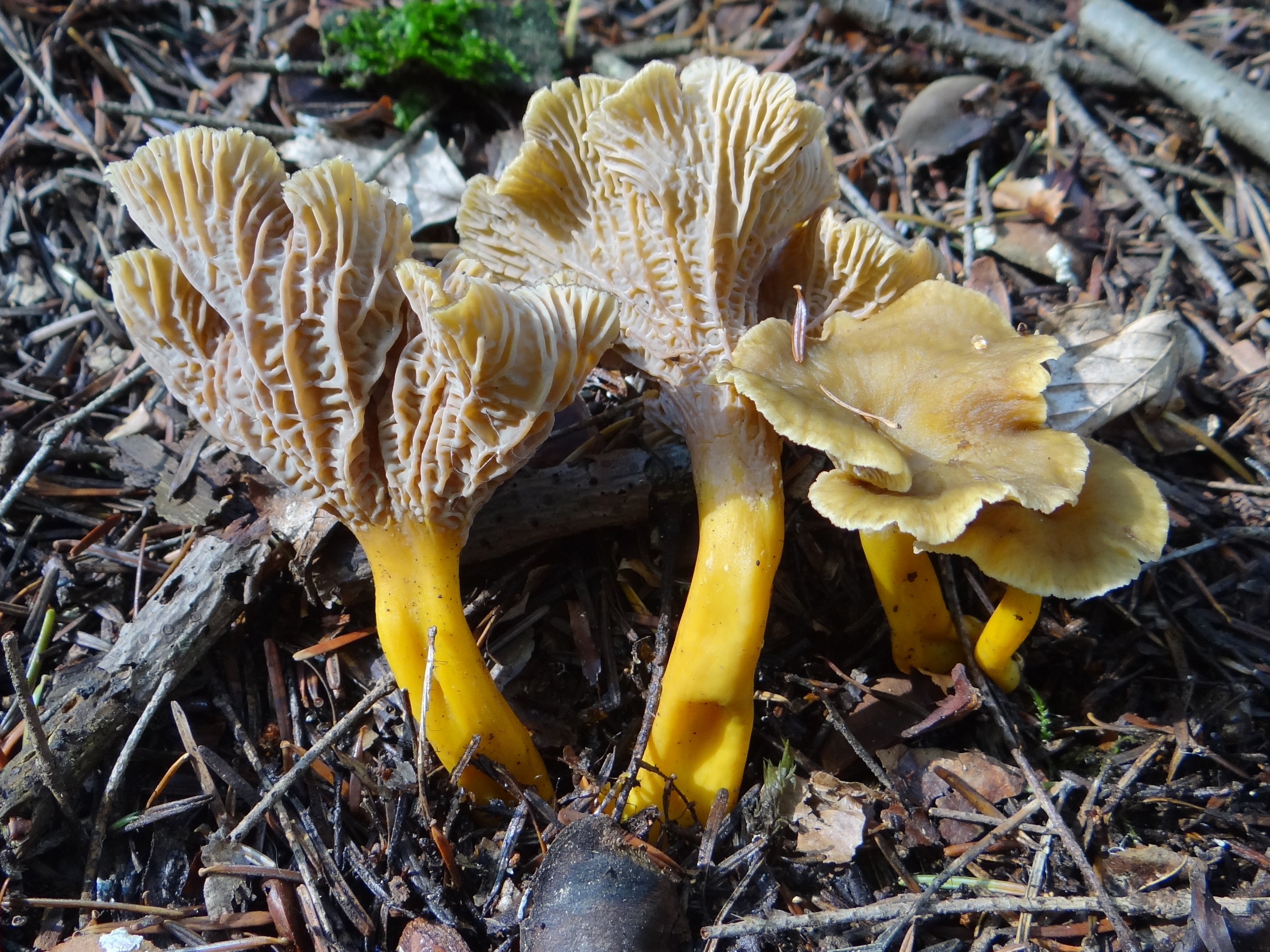
C. lutescens maturi, stinghii din apropiere
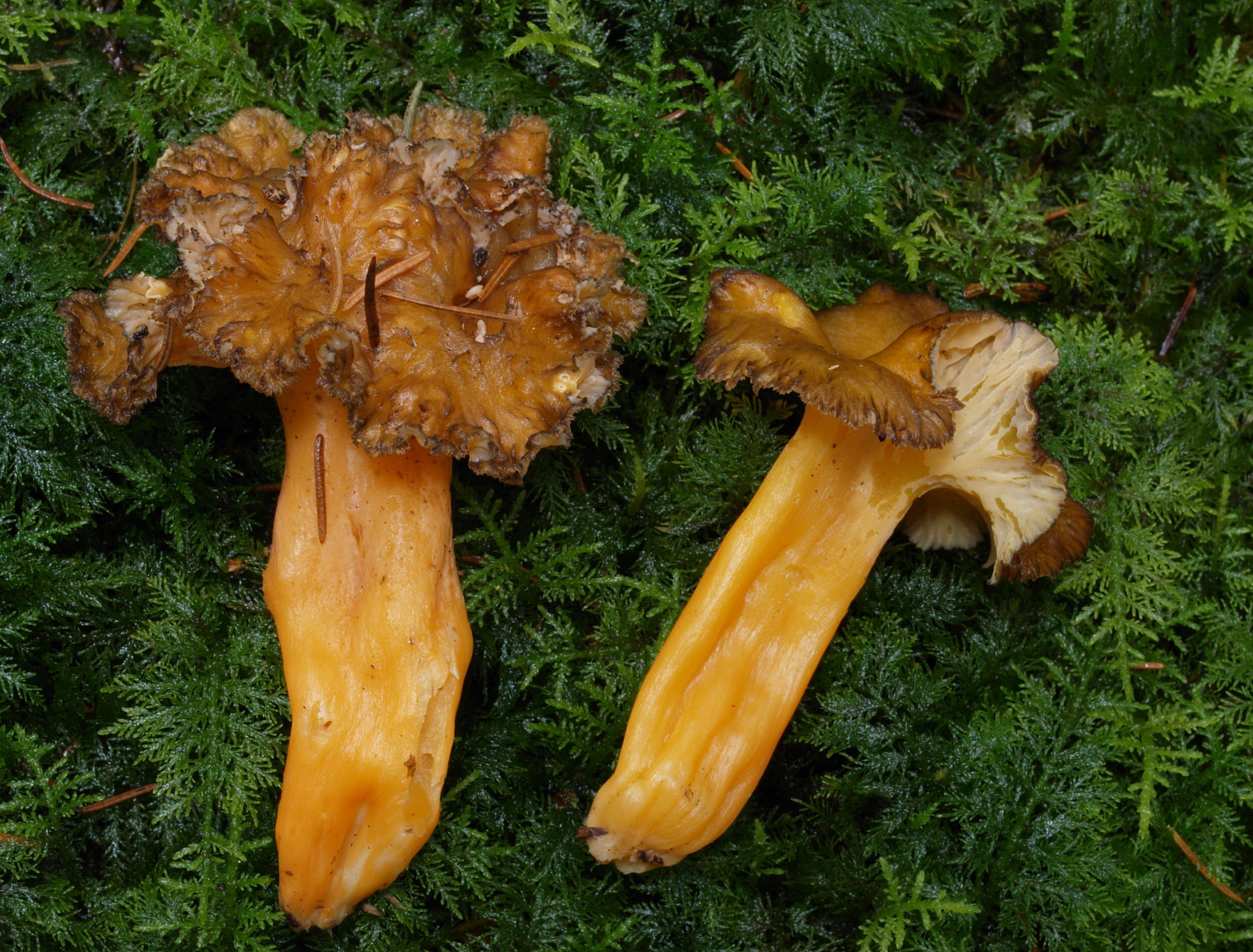
C. lutescens bătrâni

## Confuzii
Craterellus lutescens poate fi confundat în primul rând cu specii de același gen ca de exemplu cu Cantharellus ianthinoxanthus, Cantharellus melanoxeros sin.Craterellus melanoxeros (foarte gustos), Craterellus tubaeformis sin. Cantharellus tubaeformis (crește și împreună cu trompeta căprioarei în același loc, dar nu are un miros fructuos puternic),  sau Craterellus sinuosus, sin. Pseudocraterellus undulatus, precum cu exemplare mai închise ale lui Cantharellus cibarius sau Cantharellus friesii, mai departe cu Hygrocybe aurantiosplendens,, Hygrocybe quieta,, Hygrophoropsis aurantiaca cu toate comestibile, dar și cu una din speciile otrăvitoare al genului Cortinarius, cum ar fi Cortinarius orellanus (Cortinara de munte) sau Cortinarius rubellus (pălărie ucigașă), ambele fiind letale.

## Specii asemănătoare

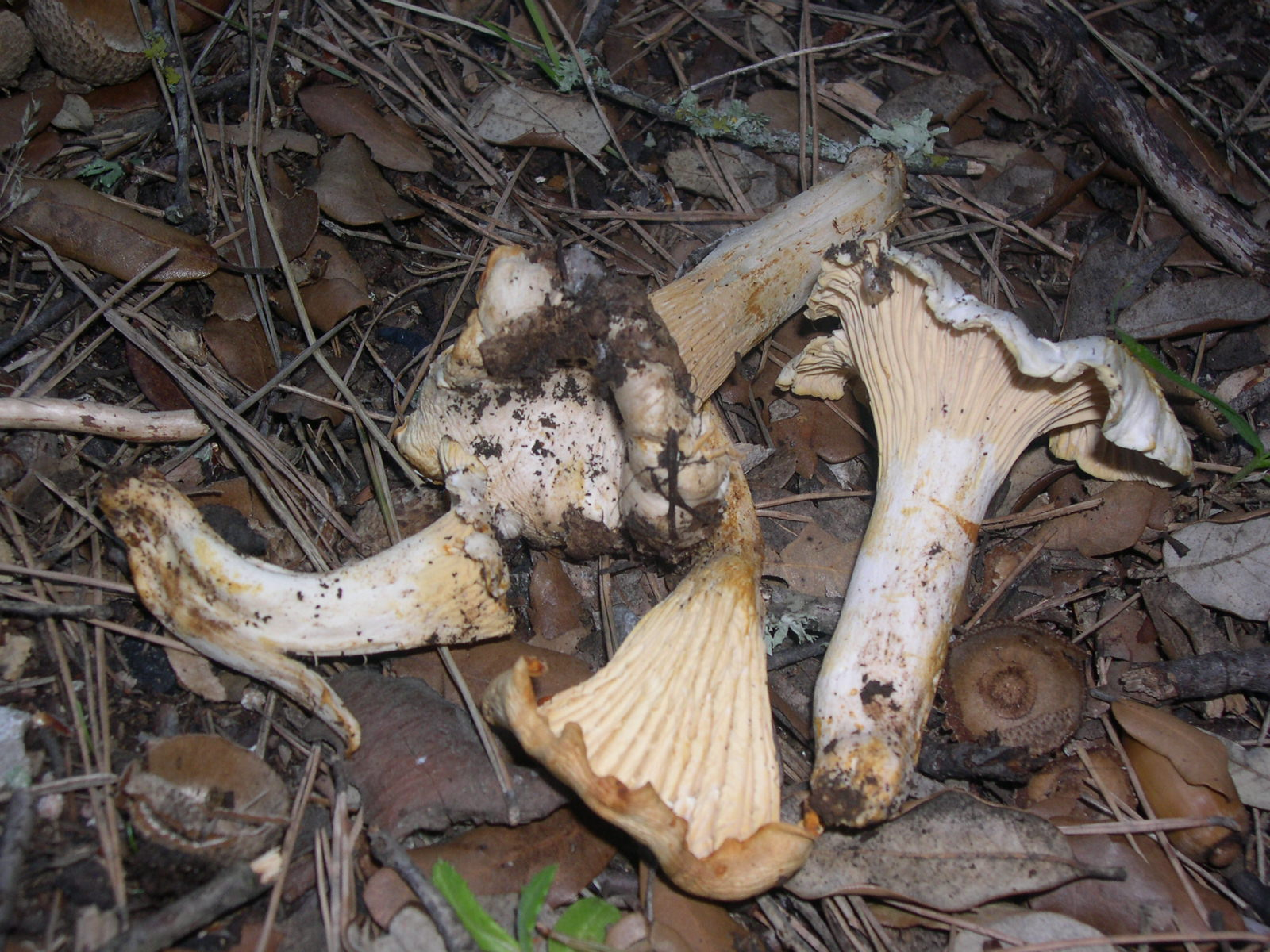
Cantharellus cibarius
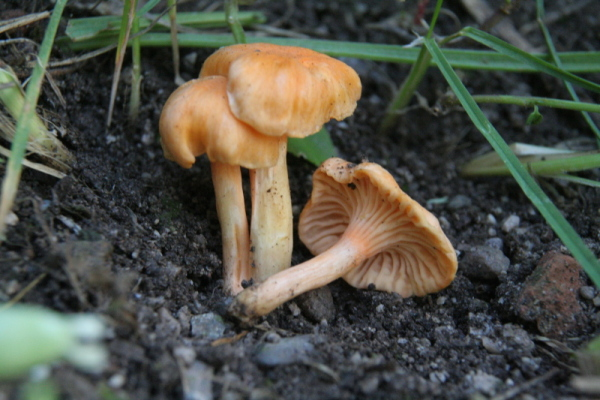
Cantharellus friesii
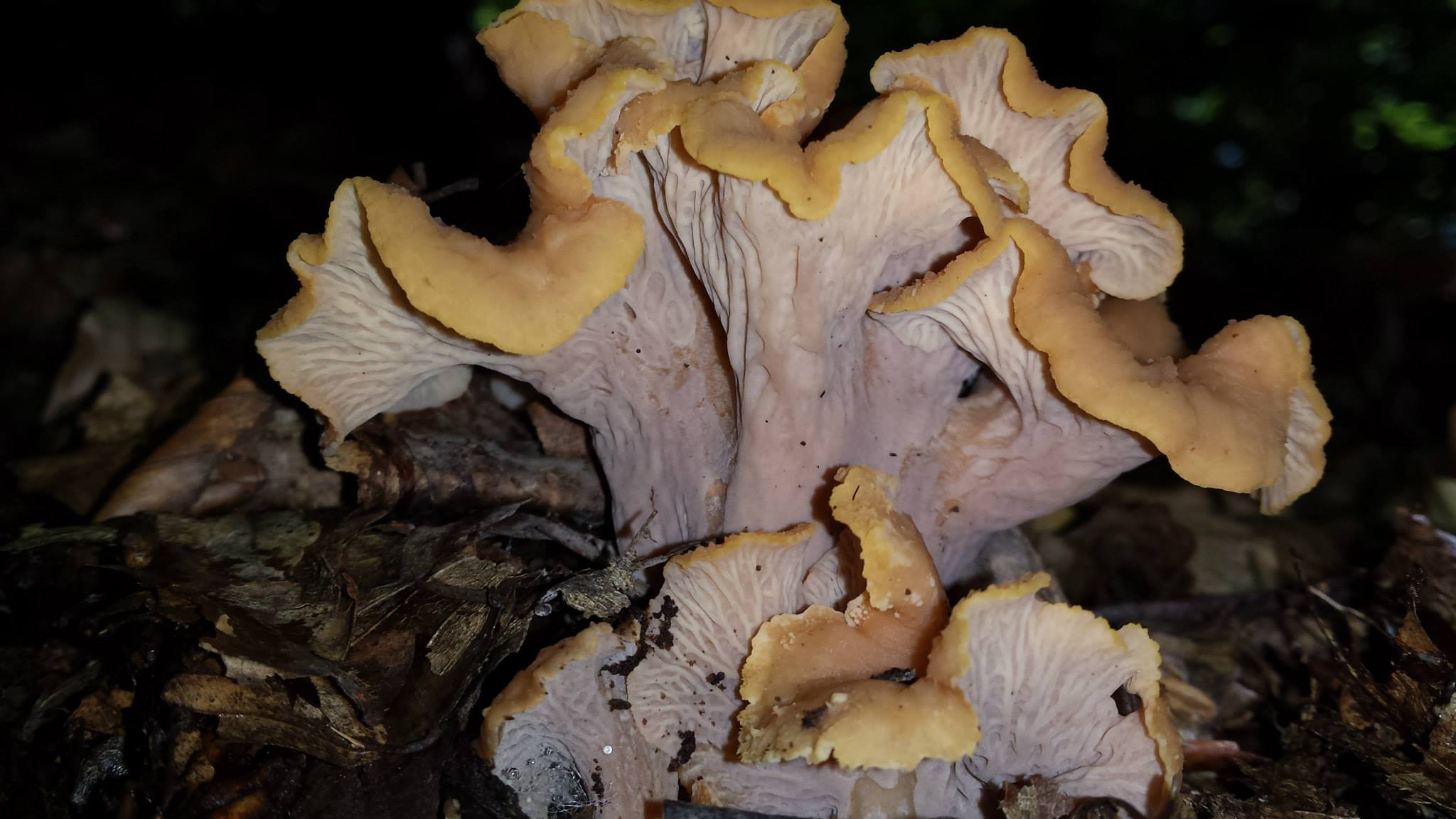
Cantharellus ianthinoxanthus
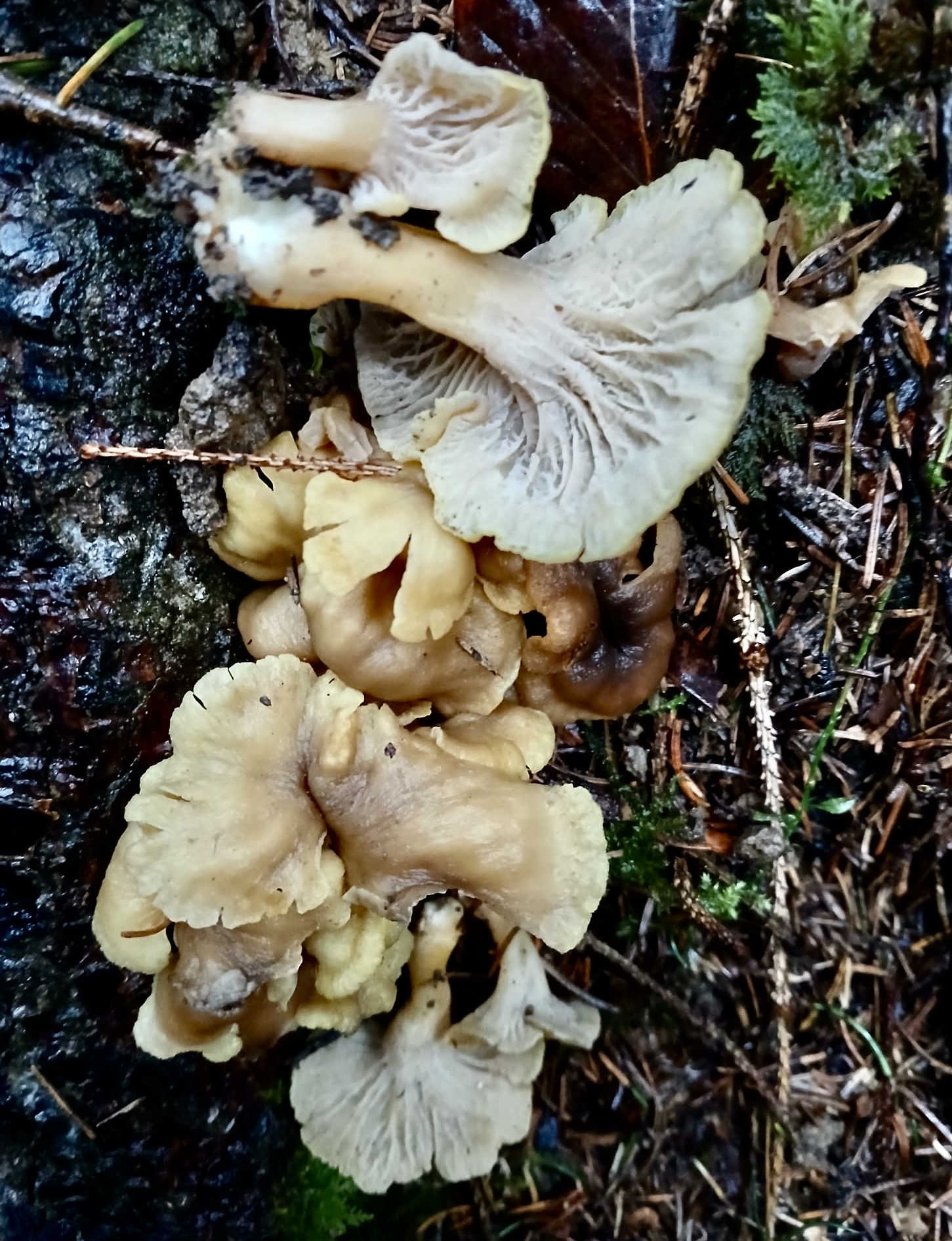
Cantharellus melanoxeros
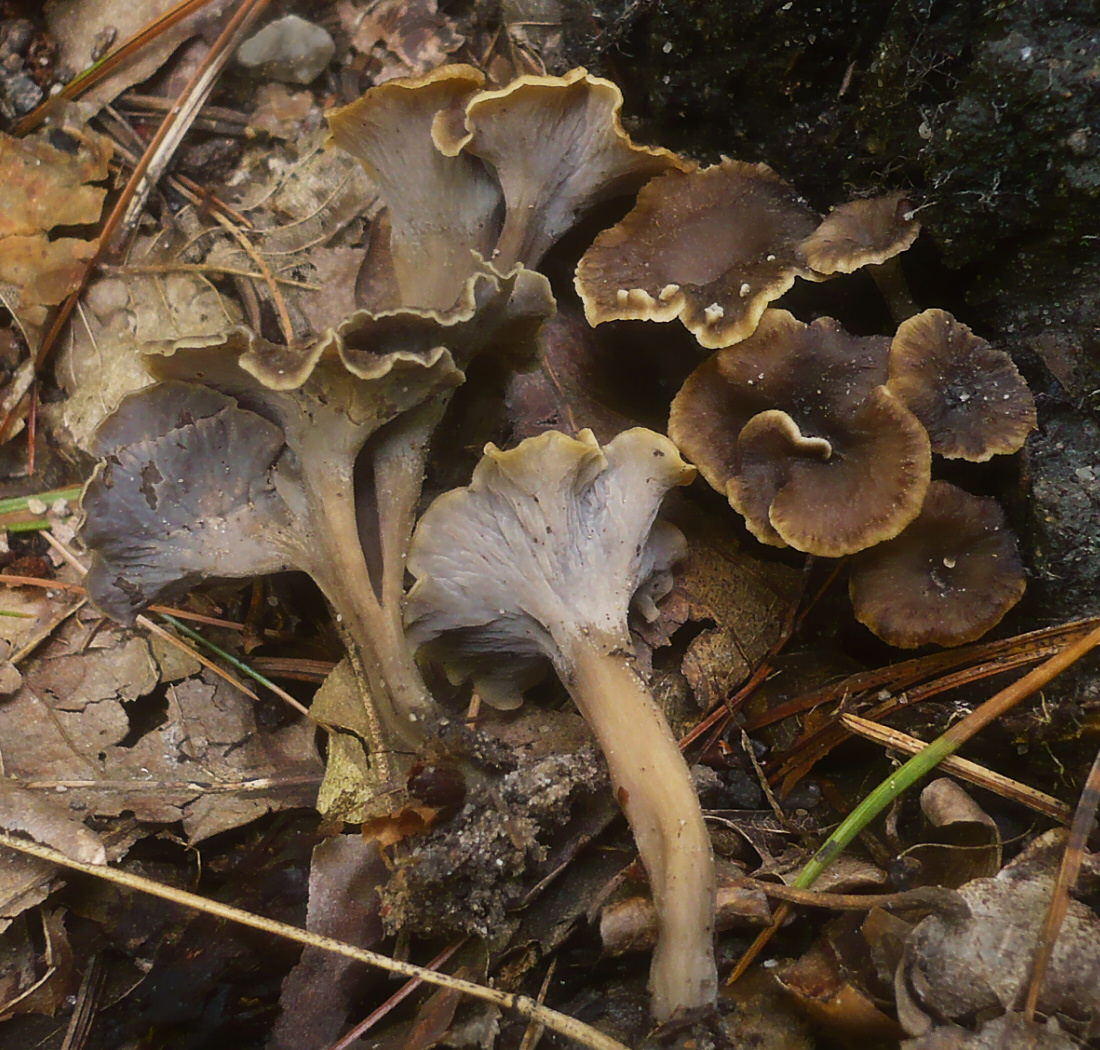
Craterellus sinuosus
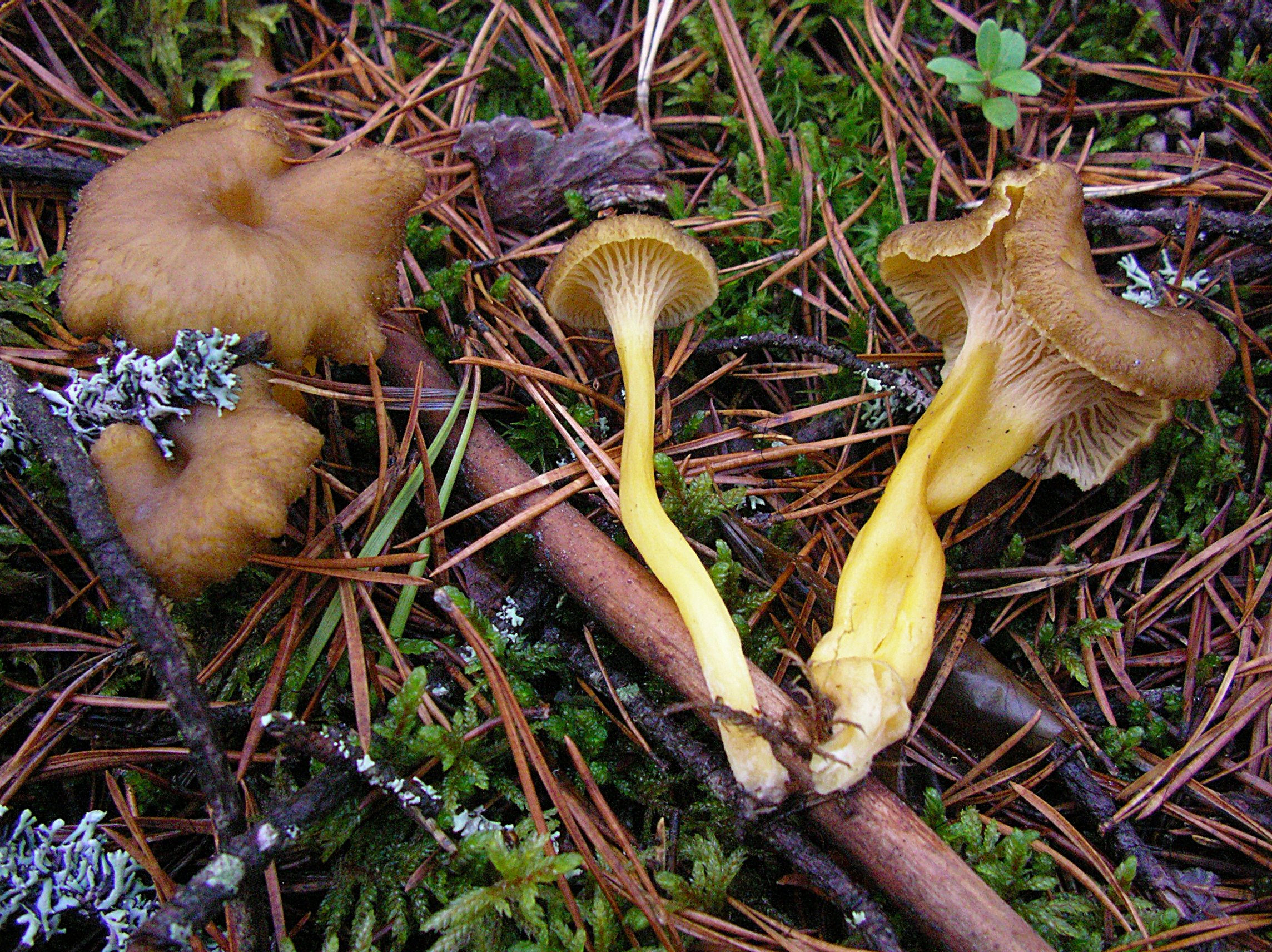
Craterellus tubaeformis

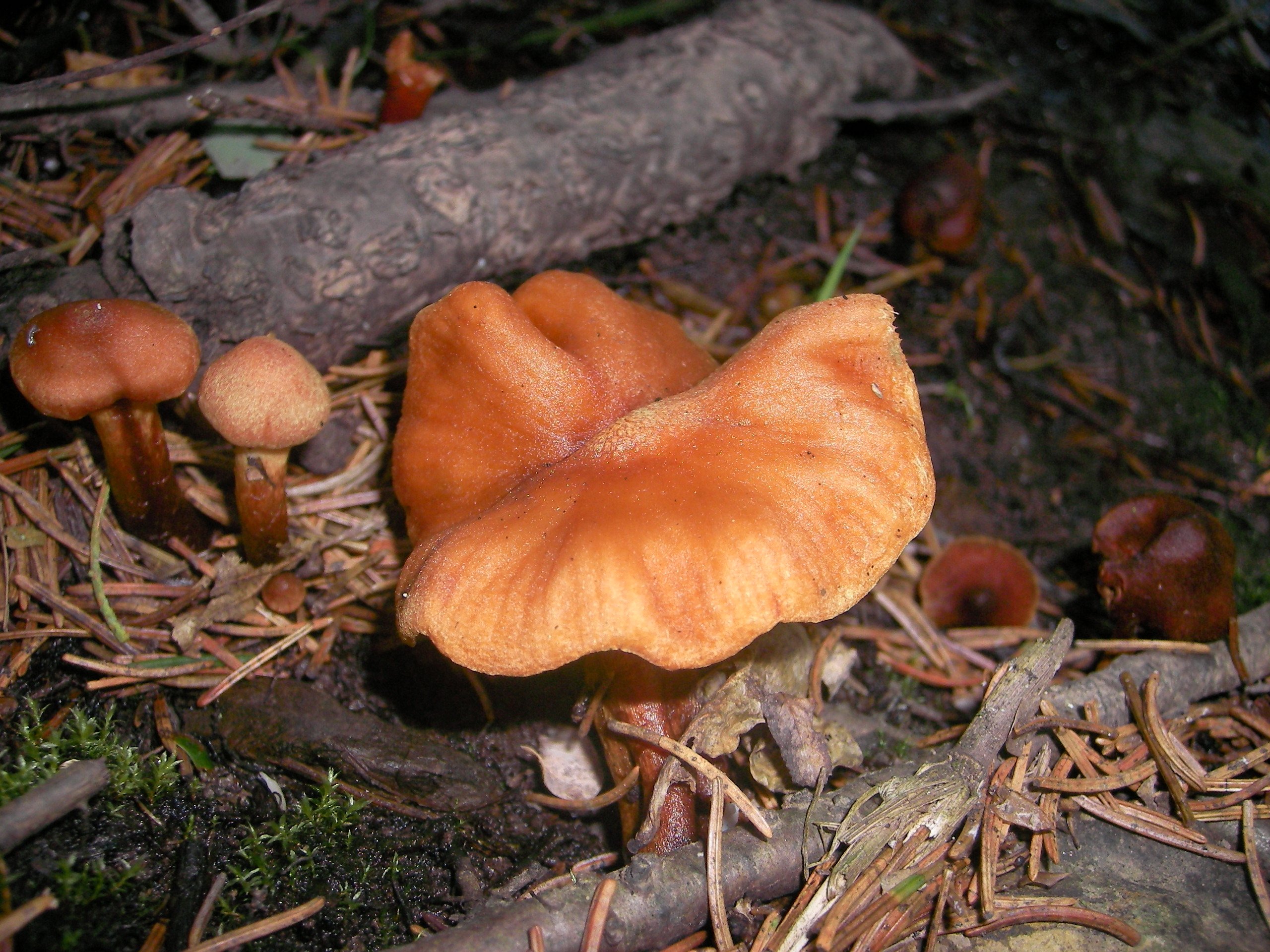
!!!Cortinarius-rubellus!!!
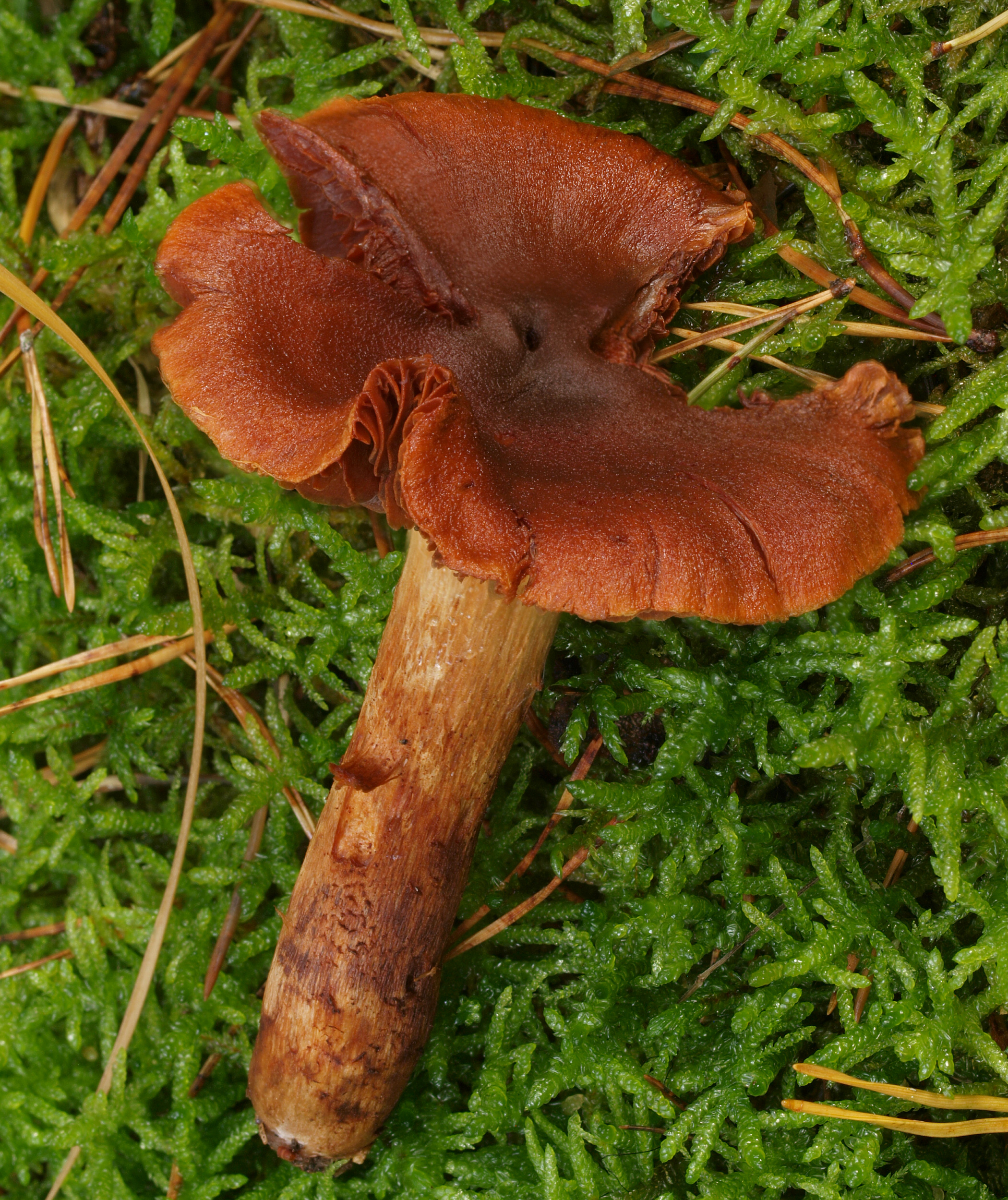
!!! Cortinarius orellanus !!!
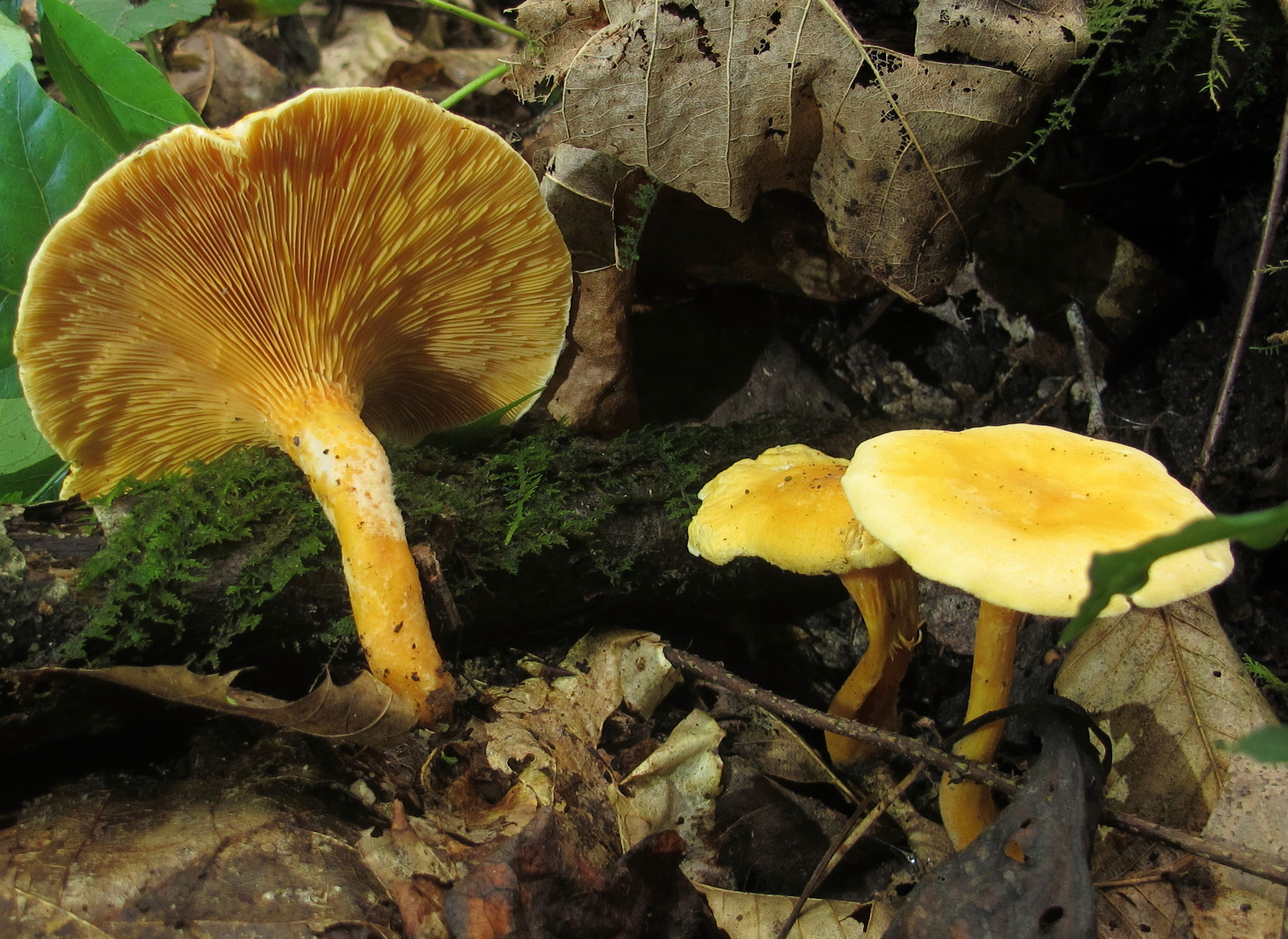
Hygrophoropsis aurantiaca
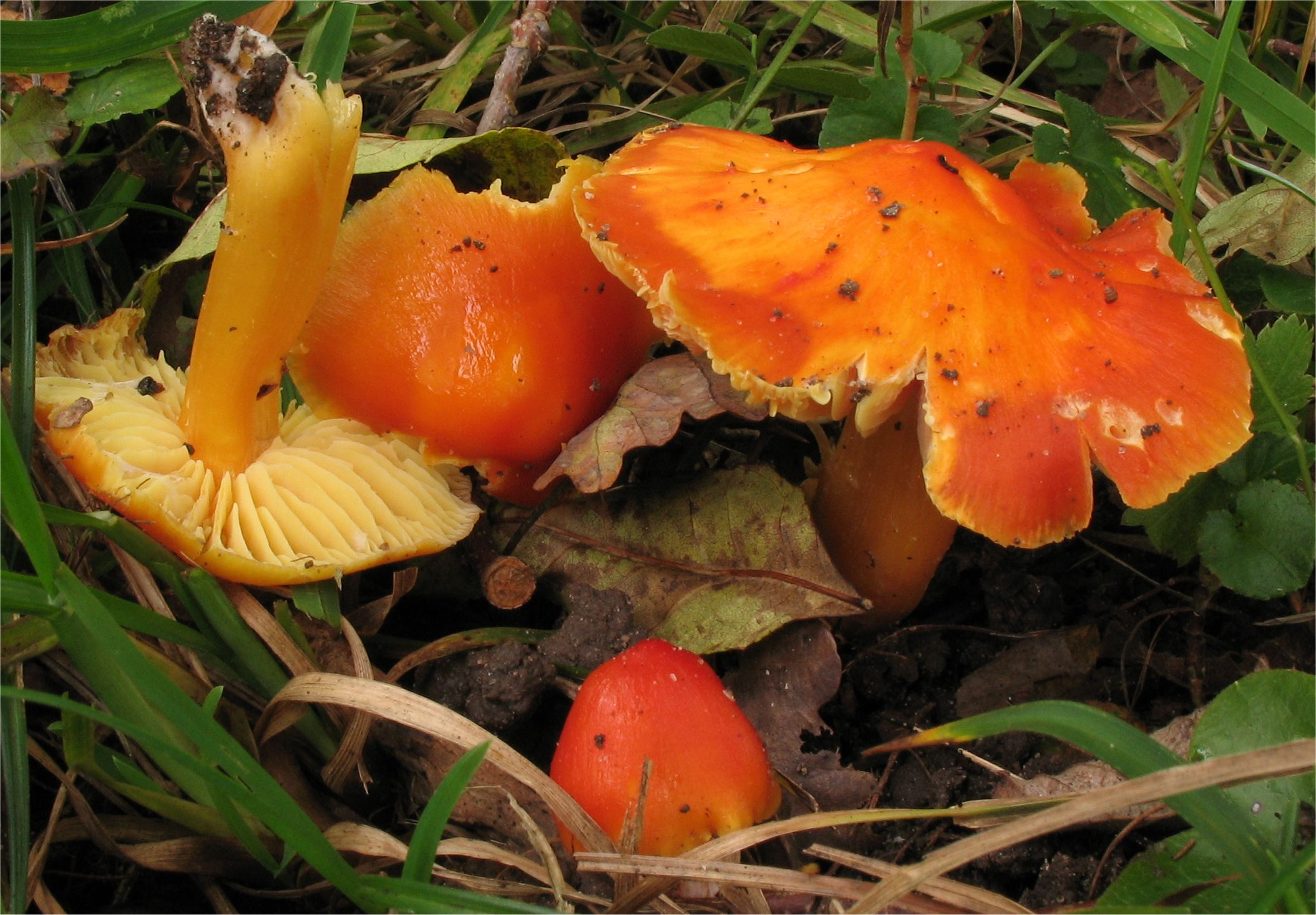
Hygrocybe aurantiosplendens
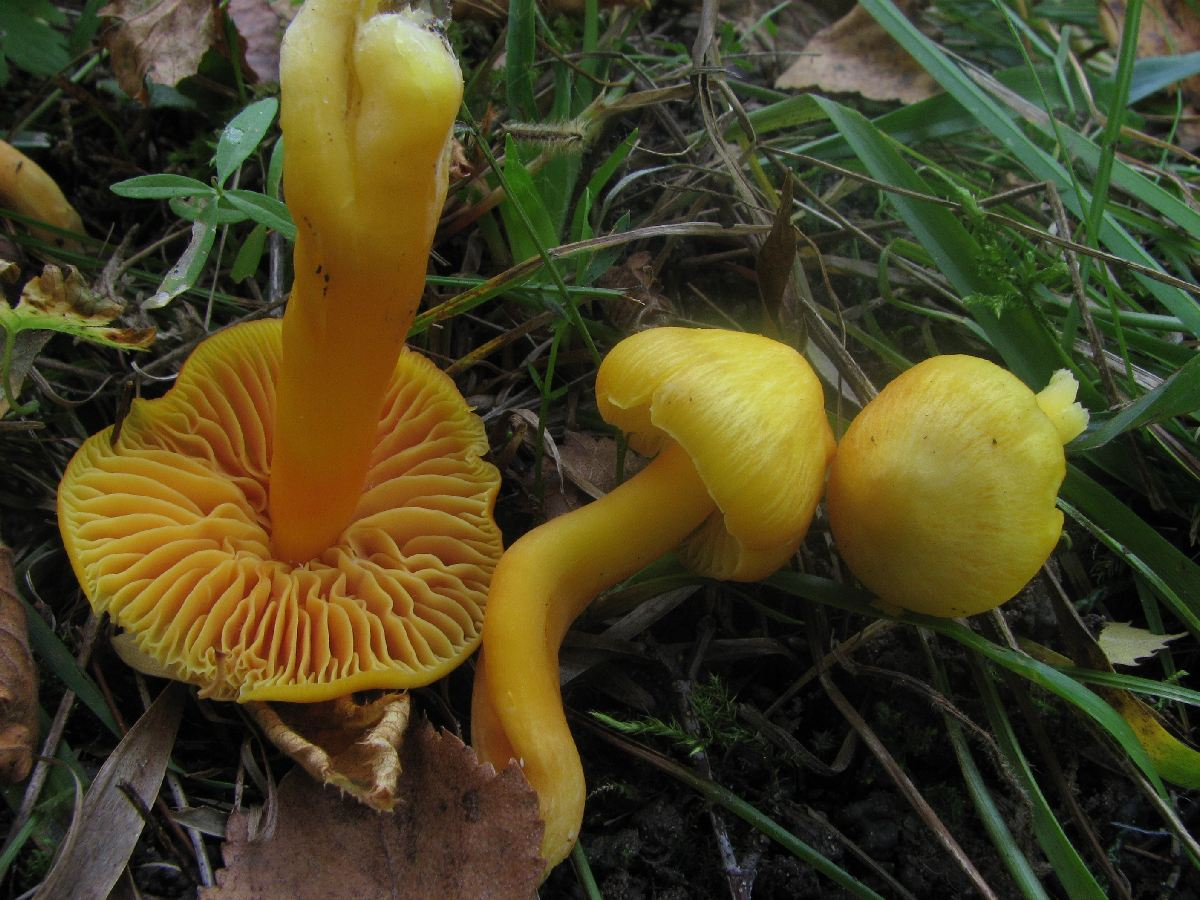
Hygrocybe quieta

## Valorificare

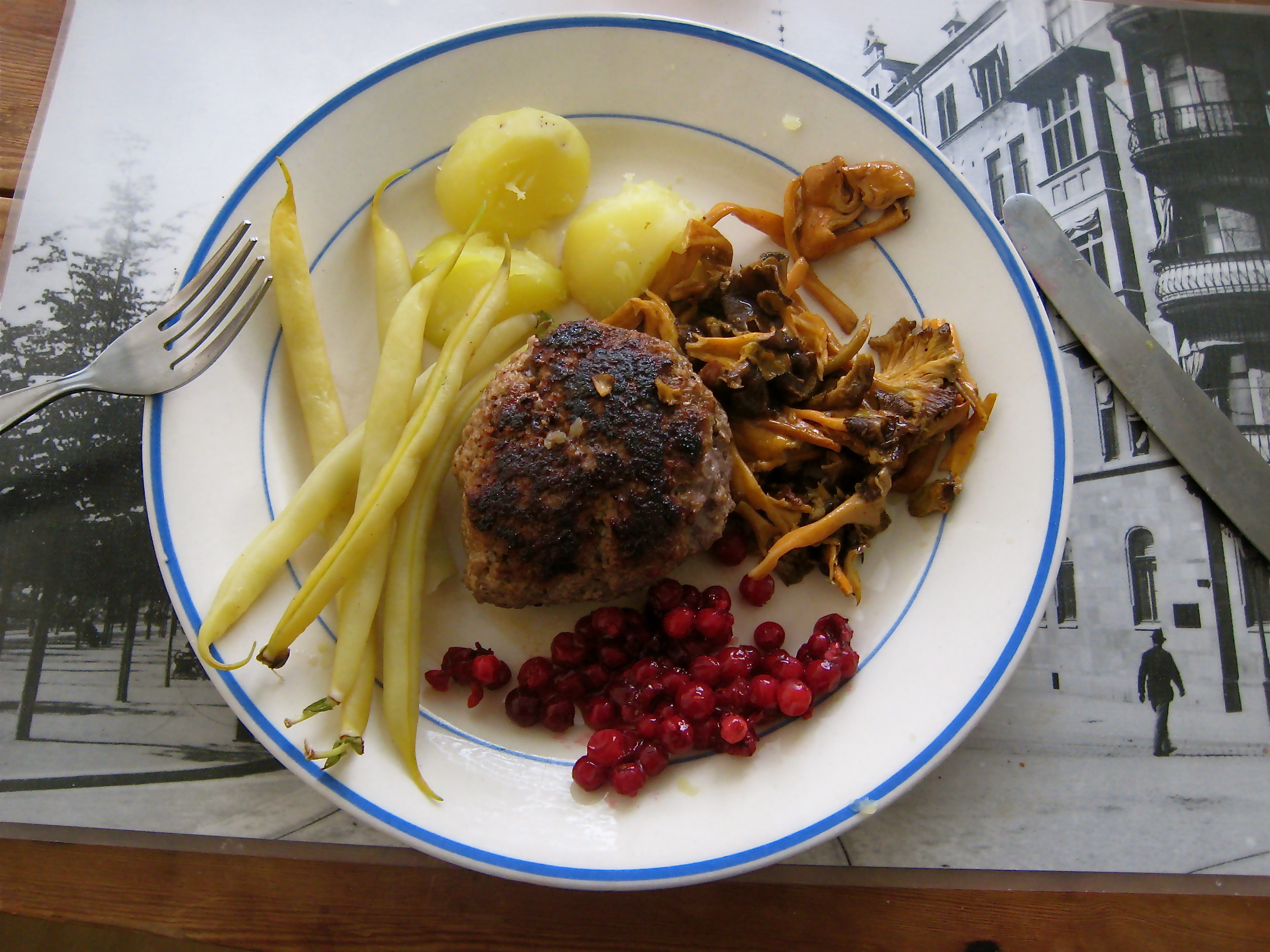
Mâncare cu brunișori

În bucătărie, această specie poate fi folosită ca gălbiorul. Brunișorul însă posedă un miros signifiant 
Se aude din când în când, că gălbiorul, trompeta căprioarei și buretele brunișor ar provoca simptome de natură gastrointestinală care includ greață și chiar vărsături. Dar ciupercile nu sunt toxice. Indispozițiile pot să apară datorită unui consum exagerat prin persoane cu probleme intestinale, pentru că ciuperca se digeră greu.